# 미국의 일반 국도

미국의 국도망

미국의 일반 국도(영어: United States Numbered Highways, 통칭 US Highway 또는 US Route)는 미국의 본토 48개주를 연결하는 일반 국도 노선이다.

## 개요
미국의 국도는 번호체계 등의 시스템은 본토 48개주의 전 국토가 통합되어 있으나 관리는 주정부와 지방자치단체에서 관리되고 있다. 번호와 노선 지정은 연방 교통부 소속으로 각 주 교통부가 대표를 파견하는 AASHTO(American Association of State Highway and Transportation Officials)에서 행한다.
전 구간이 포장 도로와 왕복 2차선 이상의 형태를 갖추고 있다. 주간고속도로가 중앙분리대, 왕복 4차선 이상에 대부분이 입체교차로를 구축한 것과 달리 미국의 국도는 한적한 시골길에서 왕복 2차선에 중앙분리대가 없고 평면 교차로 형태를 띠는 곳에서부터 왕복 4,6차선 이상에 중앙분리대와 인터체인지가 있는 곳까지 다양한 규격을 가지고 있다. 일부 국도는 도시 중심을 통과하여 시가지를 이루는 곳도 있다.

## 역사
미국 전역에 자동차가 대중화 되면서 기존의 도로를 확포장하면서 1926년 11월 11일에 도로 체계를 구축하기 위해 도입되었다. 이용 및 운영의 편리를 위해 노선 번호도 도입되었으며 이후 제2차 세계대전 시기까지 간선도로의 역할을 충실히 행해왔다. 
제2차 세계대전 전후 증가하는 교통량에 대처하기 이해 기존 국도 일부를 확포장하여 중앙분리대와 완충구간으로 왕복 구간을 분리시키고, 평면 교차를 줄이고, 편도 최소 2차선 이상인 주간고속도로체계를 1956년 구축하기 시작, 1975년에 전구간을 개통하였다.
기존 국도로 남은 도로도 1960년대에 모두 포장을 완료하였으며, 일부 구간을 고속도로화 시키는 작업은 지금도 계속하고 있다. 고속도로화 된 도로 중에 주간고속도로가 아닌 기존의 국도를 유지하는 구간도 있으며 주간고속도로와 일반 국도의 번호가 중첩되는 구간도 많다.

## 노선 체계

미국 국도의 노선 기호의 변천사

미국 국도의 노선 체계는 주간고속도로와 동일한 방식으로 숫자의 일의 자리가 홀수인 번호는 남북으로, 짝수는 동서로 잇는 노선이다. 남북 노선은 맨 동쪽 끝 해안을 따라 남북으로 연결하는 곳을 1번으로 부여하고 여기서 서쪽으로 갈수록 홀수단위로 번호가 증가한다. 동서 노선은 캐나다 국경 근처를 따라 동서로 연결하는 곳을 2번으로 부여하며, 남쪽으로 갈수록 짝수단위로 번호가 증가한다.
미국 국도의 노선 기호는 1927년 1월에 공식적으로 사용하기 시작하였으며, 초기에는 검은 테두리와 흰 바탕에 맨 위에는 주명을 넣고, US와 노선 번호가 적혀 있다. 이후 1948년 글자체가 변경되었고, 1961년부터는 검은 사각형 안에 흰색 문양과 그 안에 노선 번호만 적혀 있는 것으로 바뀌었다.
그리고 현재 결번인 번호는 39, 47, 86, 88번 국도가 모두 결번으로 되어 있고, 폐지된 경우는 28, 32, 37, 38, 55, 66, 94, 99번 국도 등 8개의 노선만 폐지된 상태이다. 폐지된 이들 국도 노선은 현재는 다른 노선 또는 주도로 전환시키는 경우도 더러 있다.
그 외에도 보조 노선도 운영되고 있다. 일단 -1이 들어가는 국도 노선은 17-1번 국도가 유일하며, 끝에 A나 B, E, W 등이 오는 경우도 있고, 그 밖에 3자리 번호를 가진 보조 국도들도 많이 있으며, 방각 및 방향 등에 따라 변곡점이 매우 크다.

## 노선 번호 목록

### 1 ~ 99번
01 02 03 04 05 06 07 08 09 10 11 12 13 14 15 16 17 18 19 20 21 22 23 24 25 26 27 28 29 30 31 32 33 34 35 36 37 38 39 40 41 42 43 44 45 46 47 48 49 50 51 52 53 54 55 56 57 58 59 60 61 62 63 64 65 66 67 68 69 70 71 72 73 74 75 76 77 78 79 80 81 82 83 84 85 86 87 88 89 90 91 92 93 94 95 96 97 98 99

### 101번 이후
101 121 156 163 266 400 412 425

## 같이 보기
- 미국의 일반 국도 노선 목록
- 주간고속도로
- 주도
- 링컨 하이웨이